# Dénes Rósa
Dénes Rósa, född 7 april 1977 i Budapest, är en ungersk fotbollsspelare.

## Spelarkarriär
Han spelade i ett flertal klubbar i Ungern innan han hamnade i Ferencváros där han vann både ligan och cupen 2004. Han spelade nio matcher, och gjorde sex mål i olika europeiska cuper, under sin tid i klubben. 
Han lånades ut till den engelska fotbollsklubben Wolverhampton Wanderers i januari 2006, på ett sex månaders provkontrakt. Sedan tidigare fanns hans gamla lagkompis från Ferencváros Gábor Gyepes redan där. Hans debut för Wolves var den 2 januari 2006 i 2–0-förlusten mot Coventry City, han spelade nio matcher under resten av säsongen och gjorde två mål. 
Hans spel gjorde att klubben skrev ett treårskontrakt med honom i slutet av säsongen. Strax efter att han skrivit på för Wolves avgick Glenn Hoddle och Mick McCarthy utnämndes till manager istället vilket gjorde att han hamnade utanför startelvan. McCarthy har sagt att Rosa måste kämpa för att ta en plats.
Våren 2007 lånades han ut till Cheltenham Town en månad, där spelade han tre matcher innan han återvände till Wolves  som satte upp honom på transferlistan. Säsongen 2006–07 spelade han en enda match i första uppställningen för Wolves i ligacupen. Säsongen 2007–08 spelade han inte en enda match i första uppställningen men gjorde tretton mål för reservlaget trots att han var skadad en tid.
Den 5 augusti 2008 i en träningsmatch mot gamle Wolvesspelaren Steve Bulls nya klubb Stafford Rangers, behövde Rosa bara tretton minuter innan han gjorde mål.

## Landslaget
Han spelade 10 landskamper för ungerska landslaget 2004-2005.

### Fotnoter
1. ↑  ”Midfielder Rosa pens Wolves deal”. BBC Sport. 20 maj 2006. http://news.bbc.co.uk/sport1/hi/football/teams/w/wolverhampton_wanderers/5000478.stm. Läst 29 december 2008.
2. ↑  ”Molineux’s misfits on way?”. expressandstar.com. 10 november 2006. http://www.expressandstar.com/2006/11/10/molineuxs-misfits-on-way/. Läst 29 december 2008.
3. ↑  ”Cheltenham sign Rosa from Wolves”. BBC Sport. 9 mars 2007. http://news.bbc.co.uk/sport1/hi/football/teams/c/cheltenham_town/6435929.stm. Läst 29 december 2008.
4. ↑  ”Rosa decides to leave Cheltenham”. BBC Sport. 10 april 2007. http://news.bbc.co.uk/sport1/hi/football/teams/w/wolverhampton_wanderers/6541713.stm. Läst 29 december 2008.
5. ↑  ”Official club profile Dénes Rósa”. wolves.premiumtv.co.uk. Arkiverad från originalet den 19 mars 2009. https://web.archive.org/web/20090319044856/http://www.wolves.co.uk/page/ProfilesDetail/0%2C%2C10307~31426%2C00.html. Läst 29 december 2008.
6. ↑  ”Stafford-Wolves 0-2”. swedewolves.com. 5 augusti 2008. https://www.svenskafans.com/england/247487. Läst 29 december 2008.